# Regelbau 606
La casemate de type Regelbau 606 est une casemate répondant au standard Regelbau. Sa mission est de servir d'abri pour un projecteur de 600 mm.

## Construction
Les plans ont été dessinés en 1942.
La construction de la casemate nécessitait d'excaver 800 m3 et la coulée de 680 m3 de béton.

## Architecture
La casemate fait 11,3 m de long, 11,5 m de large et 5,1 m de haut.

## Exemplaires
Environ 14 exemplaires ont été construits.